# Vergée
Die Vergée (Guernésiais: vergie; Jèrriais: vrégie) ist ein altes Flächenmaß, das in verschiedenen Regionen gebräuchlich war und einem Viertel des jeweils ortsüblichen Acre entsprach. Die Einheit findet heute noch auf den Kanalinseln offiziell Anwendung.

## Frankreich
In Frankreich war die Vergée bis zum Ende des 18. Jahrhunderts gebräuchlich. Sie wurde hier mit 25 Quadrat-Perches definiert (100 Quadrat-Perches = 1 Französischer Acre oder Arpent). Dabei variierte der Wert der Vergée abhängig davon, welcher Wert für die Perche zugrunde gelegt wurde:
- 1 Vergée d’arpent = 25 Perches carrées d’arpent (22 × 22 Pariser Fuß) = 12.100 Pieds carrés (Quadratfuß) ~ 1276,7995749 m²
- 1 Vergée ordinaire = 25 Perches carrées ordinaires (20 × 20 Pariser Fuß) = 10.000 Pieds carrés ~ 1055,2062603 m²
- 1 Vergée du Roi = 25 Perches carrées du Roi (18 × 18 Pariser Fuß) = 8100 Pieds carrés ~ 854,7170708 m²

## Kanalinseln
Auf den Kanalinseln ist die Vergée bis heute als Standardmaß für Landflächen in Gebrauch. Entsprechend dem angelsächsischen Maßsystem (1 Acre = 160 Square perches) wird eine Vergée hier mit 40 Square perches definiert. Da auf den Inseln unterschiedliche Perches verwendet werden, hat die Vergée von Guernsey einen anderen Flächeninhalt als die Vergée von Jersey.

### Guernsey
Auf Guernsey besteht die Vergée (Guernésiais: vergie) aus 40 Square perches mit einer Seitenlänge von 21 englischen Fuß:
- 1 Vergée = 40 Square perches (21 × 21 englische Fuß) = 17.640 Quadratfuß = 1638,8096256 m²

### Jersey
Auf Jersey besteht die Vergée (Jèrriais: vrégie) aus 40 Square perches mit einer Seitenlänge von 22 englischen Fuß:
- 1 Vergée = 40 Square perches (22 × 22 englische Fuß) = 19.360 Quadratfuß = 1798,6028544 m²

## Ähnliche Einheit
Die Rood in England wird, ebenso wie die Vergée auf den Kanalinseln, mit 40 Square perches definiert. Da eine Square perch in England nur 16 ½ × 16 ½ englische Fuß misst, ist die englische Rood kleiner als die Vergée auf den Kanalinseln.
- 1 Rood = 40 Square perches (16 ½ × 16 ½) = 10.890 Quadratfuß = 1011,7141056 m²